# Ganggrab von Bjerrebygård

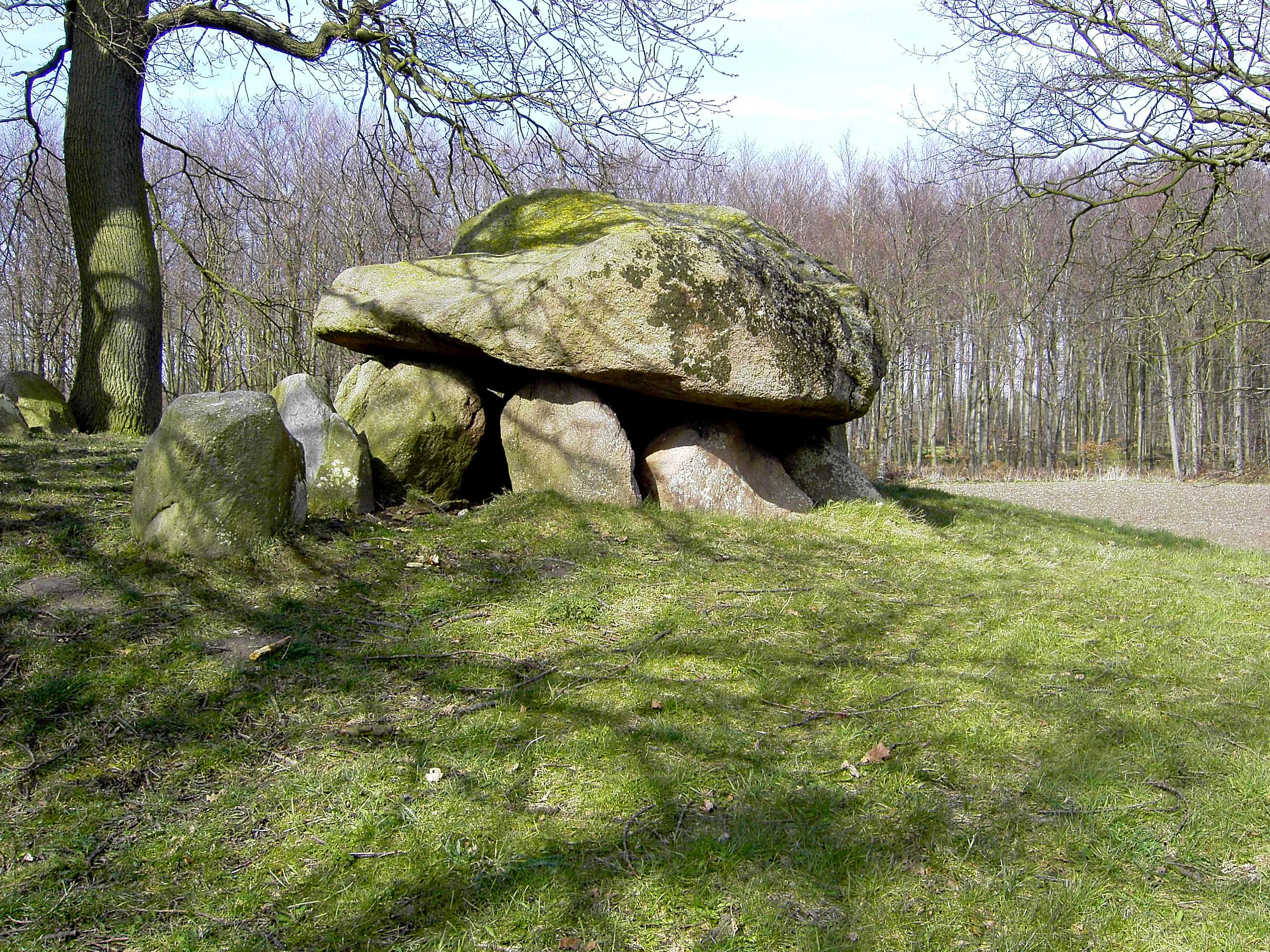
Ganggrab von Bjerrebygård – östliche Kammer

Das Ganggrab von Bjerrebygård (dänisch auch Bjerreby Jættestue, Dyssekamre ved Bjergby oder Skebjerg genannt) liegt auf einem Feld westlich der Straße zwischen Simmerbølle und Tullebølle auf der dänischen Insel Langeland. Es stammt aus der Jungsteinzeit etwa 3500–2800 v. Chr. und ist eine Megalithanlage der Trichterbecherkultur (TBK). Das Ganggrab ist eine Bauform jungsteinzeitlicher Megalithanlagen, die aus einer Kammer und einem baulich abgesetzten, lateralen Gang besteht. Diese Form ist primär in Dänemark, Deutschland und Skandinavien, sowie vereinzelt in Frankreich und den Niederlanden zu finden.
Der Langdysse ohne erhaltene Einfassung ist noch etwa 20,0 m lang (einst evtl. 30,0 m), 10,0 m breit und Ost-West orientiert. Der ursprünglich rechteckige Hügel, ist jetzt eher oval. Im Hügel befinden sich die birnenförmigen Kammern zweier Ganggräber (dänisch Jættestuer).
Die westliche Kammer ist etwa 5,0 m lang und 2,0 m breit. Die Decksteine sind nicht mehr in situ. Einer liegt in der Kammer. Vom Gang stehen noch ein Tragstein und ein Rahmenstein in situ.
Die östliche Kammer misst ebenfalls 5,0 × 2,0 m. Die beiden Decksteine sind vorhanden, doch hat sich einer etwas nach innen verlagert. Auf dem nördlichen Deckstein finden sich mehr als ein Dutzend Schälchen. Vom Gang sind ein Rahmen- und ein Tragstein erhalten.
Es haben keine Ausgrabungen stattgefunden.